# Herrens nåd är var morgon ny
Herrens nåd är var morgon ny är en morgonpsalm av Lina Sandell från 1874, vilket troligen är tryckåret.  Psalmen har tre verser, som beskriver Sandells tillit till Gud, likt ett barns förtroende för sin fader. Texten bygger på Bibelns Klagovisorna 3:22—23.
Melodin komponerad av Oscar Ahnfelt samma år, 1874.

## Publicerad som
- Nr 267 i Svensk söndagsskolsångbok 1908 under rubriken "Morgon och afton".
- Nr 250 i Kyrklig sång 1928.
- Nr 718 i Sionstoner 1935 under rubriken "Morgon och afton".
- Nr 402 i Guds lov 1935 under rubriken "Guds nåd i Kristus".
- Nr 71 i Sions Sånger 1951.
- Nr 96 i Sions Sånger 1981 under rubriken "Guds nåd i Kristus".
- Nr 745 i EFS-tillägget 1986 under rubriken "Morgon".
- Nr 538 i Psalmer och Sånger 1987 under rubriken "Dagens och årets tider - Morgon".[2]
- Nr 772 i Lova Herren 1988 under rubriken "Morgon".
- Nr 510 i Den finlandssvenska psalmboken under rubriken "Morgon och afton"